# Білий Луг (Підляське воєводство)
Білий Луг (пол. Biały Ług) — село в Польщі, у гміні Шудзялово Сокульського повіту Підляського воєводства.
Населення — 4 особи (2011).
У 1975-1998 роках село належало до Білостоцького воєводства.

## Демографія
Демографічна структура станом на 31 березня 2011 року:
|          | Загалом | Допрацездатний вік | Працездатний вік | Постпрацездатний вік |
| -------- | ------- | ------------------ | ---------------- | -------------------- |
| Чоловіки | 0       | 0                  | 0                | 0                    |
| Жінки    | 4       | 0                  | 0                | 4                    |
| Разом    | 4       | 0                  | 0                | 4                    |